# Garantie d'emploi
Cet article traite de la garantie d'emploi en tant que politique économique et non de la garantie d'emploi en tant statut associé à certaines fonctions.
La garantie d'emploi est une politique de l'emploi qui consiste à garantir un emploi à tous et à faire de l'État l'employeur en dernier ressort. 
Cette mesure vise ainsi à rendre effectif l'article 23 de la Déclaration universelle des droits de l'homme énonçant « Toute personne a droit au travail, au libre choix de son travail, à des conditions équitables et satisfaisantes de travail et à la protection contre le chômage. ».

## Soutiens

### Dans les milieux économiques
Cette proposition politique est notamment soutenue par les économistes se rattachant à la théorie monétaire moderne, qui attribue à l'État le monopole de l'émission monétaire.

### Dans les milieux politiques
En France, Fabien Roussel, secrétaire national du Parti communiste français, soutient une garantie d'emploi, notamment pour les jeunes qui sortent de l'école chaque année, estimant qu'il est « possible de garantir à chacun un emploi tout au long de sa vie ».